# Yuuzhan vong
Gli yuuzhan vong, abbreviati anche come vong, sono una specie aliena dell'Universo espanso di Guerre stellari. Appaiono nella serie di romanzi The New Jedi Order (ambientata circa 30 anni dopo gli eventi descritti nel Ritorno dello Jedi) come nemici e aggressori della Nuova Repubblica.
Gli yuuzhan vong e i loro schiavi, i chazrach, sono due delle poche specie aliene a provenire da una galassia esterna a quella di Guerre stellari. Il loro pianeta di origine, Yuuzhan'tar, è andato distrutto in una guerra civile, come la quasi totalità della loro galassia. Sono una specie di fanatici religiosi che credono nel dolore come mezzo di avvicinamento ai loro dèi, che secondo la loro religione hanno creato l'universo mutilandosi e sacrificando parti di se stessi. Tutta la loro tecnologia è basata su ingegneria genetica e biotecnologia, in quanto ritengono la tecnologia meccanica una blasfemia. La loro società è divisa in caste rigidamente separate. Gli yuuzhan vong hanno la particolarità di non avvertire la Forza e di non poter essere individuati attraverso di essa, a differenza di tutte le altre specie conosciute.

## Creazione e sviluppo
Gli yuuzhan vong sono stati ideati come antagonisti della serie di romanzi The New Jedi Order del 1999 da un team creativo composto da autori e membri della Lucasfilm. James Luceno, che è stato coinvolto nel processo, ha affermato che la cultura della razza immaginaria è basata in parte su quella degli aztechi, di cui ricalca l'attitudine alla guerra, ai sacrifici umani e la presunta crudeltà, legate però a una propria visione dell'universo e a una profonda spiritualità.

## Descrizione
Gli yuuzhan vong e i loro schiavi chazrach sono le sole specie aliene conosciute che provengono da un'altra galassia. I vong hanno un aspetto fisico simile agli umani, ma sono più alti e più massicci, e hanno meno capelli in testa.
Essi sono una razza religiosa che vede la tecnologia meccanica come una blasfemia. Le loro innovazioni tecnologiche sono frutto di pura ingegneria biologica, che dà loro vantaggio in battaglia. Gli yuuzhan vong sono sado-masochisti che cercano di migliorare le proprie abilità fisiche attraverso il rimpiazzo di organi tramite altri organi o esseri viventi.
Gli Jedi notano come gli yuuzhan vong non sono toccati dalla Forza, in quanto ogni altro essere vivente della galassia è, in qualche modo, in contatto con essa.

## Società
Gli yuuzhan vong hanno un sistema di caste. Le caste vanno da quella per il potente e unico signore supremo a quella degli oppressi lavoratori. Non si sa molto del loro sistema politico, anche se sembra essere una combinazione di teocrazia e autocrazia.

### Signore Supremo (Supreme Overlord)
La casta più alta è quella composta dall'unico signore supremo, che comanda su tutte le altre caste.
Durante la guerra degli yuuzhan vong, il signore supremo è Shimrra Jamaane. Solo il Supremo Signore ha un contatto o comunicazione diretta con Yun-Yuuzhan, il dio supremo e creatore degli yuuzhan vong.

### Casta dei formatori (Shaper Caste)
I formatori sono scienziati che supervisionano la biotecnologia degli yuuzhan vong. Si concentrano sulla creazione e sullo sviluppo di tecnologia organica. Assieme ai sacerdoti, i formatori osservano arcani rituali nello sviluppo di tecnologia organica. I ranghi della casta includono il maestro formatore (Master Shaper), adepto formatore (Shaper Adept) e iniziato formatore (Shaper Initiate).

### Casta dei sacerdoti (Priest Caste)
I sacerdoti hanno un considerevole potere nel sistema teocratico degli alieni. I sacerdoti membri servono le minori divinità che governano gli yuuzhan vong. Esistono diverse sette, ognuna delle quali è devota ad un differente dio. I ranghi della casta comprendono l'altissimo/a sacerdote/essa (Most-High Priest(ess)), l'alto/a sacerdote/essa (High Priest(ess)), sacerdote/essa (Priest(ess)), osservatore (Seer) e novizio (Novice).

### Casta dei guerrieri (Warrior Caste)
La casta dei guerrieri serve come armata degli yuuzhan vong ed è una delle caste più popolate. I componenti sono addestrati sin dalla giovane età per eccellere nel combattimento, risultando spesso più aggressivi degli altri membri yuuzhan vong. I ranghi della casta comprendono il signore della guerra (Warmaster), comandante supremo (Supreme Commander), comandante (Commander), subalterno e guerriero. Un noto membro dei guerrieri è Tsavong Lah, signore della guerra degli yuuzhan vong. La loro arma distintiva è l'amphistaff, un bastone vivente simile a un serpente capace di sputare veleno sugli avversari, nonché di resistere ai colpi di una spada laser. I guerrieri sono devoti al dio massacratore, Yun-Yammka, e cercano l'onore in battaglia. Indossano l'armatura vivente di granchio vonduun, che è resistente ai colpi di blaster e alle spade laser. Il grido di battaglia della casta dei guerrieri è "Do-ro'ik vong pratte!".

### Casta dei burocrati (Intendant Caste)
La casta dei burocrati è la responsabile dell'economia yuuzhan vong. Il più noto appartenente a questa casta è Nom Anor, il più feroce nemico dei Jedi. I ranghi della casta comprendono l'alto prefetto (High Prefect), prefetto (Prefect), esecutore (Executor) e console (Consul).

### Casta dei lavoratori (Worker caste)
La casta dei lavoratori è la più grande, ma la meno importante, ed è costituita dai servitori, schiavi e lavoratori comuni. La casta è composta dai "disonorati" (Shamed Ones), yuuzhan vong i cui corpi hanno rifiutato le modifiche e gli impianti organici; yuuzhan vong nati da genitori della casta; specie che sono state conquistate come i chazrach, e razze aliene "formate" della galassia, come i vagh rodiek che sono oodiani formati e convertiti in bestie da guerra. Schiavi e disonorati sono tecnicamente parte della casta, ma vengono trattati con rispetto dai compagni lavoratori.

## Storia

### Gli inizi
Gli yuuzhan vong provengono da una galassia distante. Il loro mondo originario, Yuuzhan'tar, è stato distrutto migliaia di anni prima della battaglia di Yavin. Yuuzhan'tar era un pianeta senziente e quasi la totalità della loro tecnologia era organica. Inizialmente gli yuuzhan vong sono pacifici simbionti con il proprio mondo, ma sono stati soggiogati da una specie tecnologicamente avanzata. Il loro pianeta ha trasmesso loro la conoscenza riguardo alla trasformazione di risorse viventi in potenti armi.
In seguito gli invasori sono sconfitti e conquistati, e nella guerra i vong cambiano le proprie abitudini pacifiche diventando feroci guerrieri. Conquistano altre civiltà nel tentativo di distruggere ogni traccia di tecnologia meccanica; i chazrach è una specie che diventa schiava dei nuovi conquistatori. Come risultato, il loro pianeta si rivolta contro di essi e vengono privati della Forza. Gli yuuzhan vong si ribellano e distruggono il pianeta, sostituendolo con una serie di divinità. Dopo aver conquistato la galassia, la specie si divide in numerosi clan, chiamati domini, che si combattono in un conflitto conosciuto come guerra cremleviana. Nella guerra, il guerriero Steng diventa il primo signore della guerra. Il suo rivale è Yo'gand, che riesce a distruggere il mondo del clan rivale Yzgiir. Steng viene ucciso in battaglia da Yo'gand, che unifica la specie e diventa il primo signore supremo degli yuuzhan vong, in una galassia devastata. Come risultato, gli yuuzhan vong devono lasciare la propria galassia attraverso l'uso di navi-mondo koros-strohna.
Durante il viaggio attraverso il vuoto intergalattico gli yuuzhan vong arrivano quasi a distruggersi. La violenza e la competizione è diventata un elemento fondante della loro società, e senza un bersaglio esterno si concentrano sui clan rivali. I domini continuano a combattere per guadagnare il rispetto dei Signori Supremi.

### Pre-invasione
Nel 3.963 BBY, almeno un esploratore ha raggiunto la galassia conosciuta. In quell'anno, un gruppo di mandaloriani Neo-Crusader sotto il comando di Canderous Ordo incontrano ciò che sarebbe stato conosciuto in seguito come Yorik-Stronha, mascherato come asteroide nel Sistema Crispin. Vola via oltre l'orlo della galassia una volta che viene avvistato.
Tra il 229 e l'89 BBY, il pianeta vivente Zonama Sekot - un seme di Yuuzhan'tar - arriva nella Spaccatura Gardaji. Nel 32 BBY, una forza avanzata degli yuuzhan vong - chiamata "Stranieri Lontani" dagli abitanti del pianeta - scoprono Zonama, e notando la somiglianza a Yuuzhan'tar (anche se non hanno capito la connessione esistente) tentano di colonizzarlo. Quando i vong tentarono di insediarsi, la biosfera di Zonama Sekot uccide la flora e la fauna degli alieni. Anche se Sekot tenta di negoziare con essi, iniziano l'assalto al pianeta. Dopo due anni di difesa Sekotana, ad alto prezzo, l'assalto viene fermato con l'arrivo della Jedi Vergere, che richiede la sospensione dell'attacco in cambio della sua visita alla galassia degli yuuzhan vong. La forza vong parte dunque con la Jedi verso le Regioni Ignote.
Le informazioni pervenute nel decennio successivo sono scarse. Attorno al 25 BBY, i vong stabiliscono una base sul pianeta Bimmiel. Dopo la formazione dell'Impero, gli scienziati imperiali stabiliscono anch'essi una base sul pianeta. Una delle giustificazioni per il mantenimento della flotta imperiale è quella di salvaguardare la galassia da una possibile minaccia esterna.
Almeno un ufficiale imperiale è a conoscenza dell'esistenza dei vong. Il Grand'ammiraglio Thrawn incontra le forze vong avanzate nelle Regioni Ignote. La minaccia degli invasori è una delle motivazioni che spingono Thrawn a riunificare l'Impero, in quanto crede che l'Impero sia più preparato a contrastare i vong rispetto alla Nuova Repubblica.
Nel 24 ABY, poco prima dell'inizio dell'invasione, il supremo signore Quoreal comincia a considerare la possibilità di spostare la popolazione in un'altra galassia, in quanto teme di incontrare di nuovo Zonama Sekot. Sotto l'influenza di Onimi, Shimrra Jamaane, con il supporto di alcuni dei domini più aggressivi, lancia un attacco con cui uccide Quoreal e prende il suo posto, assicurando che l'invasione proceda come previsto.

## Tecnologia
Gli yuuzhan vong usano solo cose viventi, sia che siano usate per costruire navi, armi, o oggetti comuni. Odiano i droidi, le macchine, gli oggetti elettronici, e qualunque cosa sia creato artificialmente.

## Divinità
Gli yuuzhan vong sono devoti alla religione ed hanno molti dei, nel cui nome conquistano e dichiarano guerra.

### Yun-Yuuzhan
Yun-Yuuzhan, il creatore, è la divinità più potente della religione yuuzhan vong. Ha sacrificato la maggior parte del suo corpo per creare le altre divinità minori e la galassia degli yuuzhan vong. Solo il supremo signore ha un contatto con lui.

### Yun-Harla
Yun-Harla è la dea dell'imbroglio, del mascheramento e dell'aggressione. Yun Harla rappresenta la casta politica. Avendo acquisito questa informazione, l'esercito della Nuova Repubblica ha dato i nomi in codice "Trickster" ("colui che imbroglia") e "Goddess" ("Dea") a Jaina Solo, per terrorizzare gli invasori yuuzhan vong, che avrebbero pensato di combattere contro la forma vivente di una delle potenti divinità.

### Yun-Yammka
Yun-Yammka è il Massacratore e il dio della guerra. È adorato principalmente dalla casta dei guerrieri.

### Yun-Ne'Shel
Yun-Ne'Shel è il modellatore. Controlla il ciclo naturale della vita ed è adorato dalla casta dei formatori.

### Yun-Txiin e Yun-Q'aah (Dei amanti)
Yun-Txiin e Yun-Q'aah sono gli amanti e i gemelli. Avere una relazione all'esterno della propria casta è proibito nella società vong, e chi infrange il divieto viene sacrificato a questi due dei.

### Yun-Shuno
Yun-Shuno ha mille occhi e controlla i "disonorati", parlando anche a loro.

## Cultura
La cultura degli yuuzhan vong è molto differente da ogni altra presente nella galassia.

### Musica
Gli yuuzhan vong hanno sviluppato un sistema musicale come molte altre specie senzienti, anche se i loro strumenti sono interamente biologici. Uno strumento tipico è formato da un paio di crostacei con gli arti chiusi in posizione estesa. Questi sono connessi con il corpo di una creatura enorme a forma di batteria che crea delle risonanze. I suoni eterei prodotti dagli strumenti viventi accompagnano i sacerdoti vong nei rituali.

## Yuuzhan vong noti
- Nom Anor, un membro della casta intendente i cui doveri includono lo spionaggio. È uno dei maggiori nemici del nuovo ordine Jedi.
- Quoreal, il signore supremo degli yuuzhan vong prima dell'invasione, ucciso da Shimrra.
- Shimrra Jamaane, il signore supremo degli yuuzhan vong durante l'invasione.
- Tsavong Lah, signore della guerra degli yuuzhan vong. Ucciso durante la battaglia di Ebaq 9 da Jaina Solo.

## Apparizioni
- Crimson Empire II: Council of Blood
- Serie The New Jedi Order
- The Joiner King